# Kereš
El Kereš, en serbi: Kereš o Кереш; en hongarès: Körös-ér o Kőrös-patak, és un riu del sud d'Hongria i del nord de Sèrbia, de 70 km de longitud que desemboca al riu Tisza. El seu trancurs el fa per la regió de Bačka de la Vojvodina sèrbia i hongaresa: 27 km a Hongria, 15 km fronterers i 27 km a Sèrbia.

## Hongria
El Körös-ér neix entre les ciutats de Jánoshalma i Kiskunhalas. Flueix vers el sud-est més en forma d'aiguamolls que no pas de riu, sens a penes trobar-hi poblacions. A l'oest e la vila de Kelebia, el Körös-ér esdevé fronterer.

## Sèrbia
Els Kereš entra a Sèrbia per la ciutat fronterera de Subotica. Després de deixar les poblacions de Male Pijace and Velebit, tomba cap a l'est al nord de la vila de Senćanski Trešnjevac i desemboca al riu Tisza, a Adorjan, a una alçada de 76 m. Prop de Velebit, el Kereš passa per l'àrea pantanosa de Kapetanski Rit.
El govern municipal de Kanjiža, terme en el qual es troba la desembocadura, ha protestat sovint per la pol·lució extrema de les seves aigües, probablement causada per l'abocament sense depuració de les aigües residuals de la ciutat de Subotica.